# ミケーレ・リオンディーノ
ミケーレ・リオンディーノ（Michele Riondino, 1979年3月14日 - ）は、イタリアの俳優。

## 出演作品

### 映画
- 妹の誘惑（2011年）
- 眠れる美女（2012年）

### テレビドラマ
- ヤング・モンタルバーノ（英語版）（サルヴォ・モンタルバーノ）